# 음력 8월 11일
음력 8월 11일은 음력 8월의 11번째 날이다.

## 사건
- 2006년 - 유엔 사무총장 선거에서 반기문 장관이 반대표 없이 4차 예비투표에서 1위를 하다.

## 문화
- 2004년 - 분당선 구룡역 개통.

## 출생
- 1951년 - 대한민국의 정치인 이용섭.
- 1958년 - 대한민국의 언론인 백운기.
- 1974년 - 대한민국의 배우 주진모.

## 사망
- 1914년 - 대한제국의 개화 사상가 유길준.

## 같이 보기
- 음력 360일: 1월 2월 3월 4월 5월 6월 7월 8월 9월 10월 11월 12월
- 전날:8월 10일 다음날:8월 12일 - 전달:7월 11일 다음달:9월 11일
- 양력:8월 11일
- 음력, 윤달